# Meddy Gerville

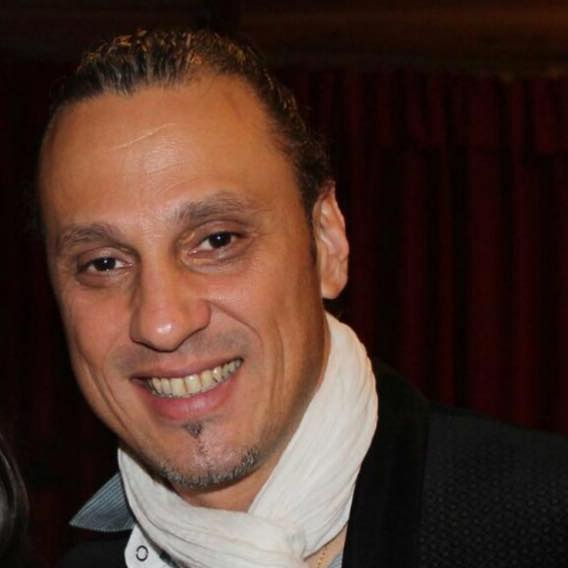
Meddy Gerville (2016)

Meddy Gerville (* 16. Dezember 1974 in St-Pierre auf der Insel Réunion) ist ein französischer Fusion- und Weltmusiker (Piano, Gesang, Komposition).

## Leben und Wirken
Gerville arbeitete zunächst mit bekannten Bands der Insel wie Baster oder Ti Fock. 1997 erschien mit Réunion Island sein erstes Album, das im Trio mit dem Schlagzeuger Max Dalleau und dem Bassisten David Félix und Gästen wie Louis Winsberg, Nicolas Folmer und Philippe Sellam entstand. Im Dezember 2000 gewann er den Wettbewerb Pian’Austral, bei dem der beste Pianist im Bereich des Indischen Ozeans ermittelt wurde. Im Anschluss daran veröffentlichte er sein zweites Album Jazz’Oya, das eine Mischung aus Jazz und Maloya, einer traditionellen Musik aus La Réunion, unter Beteiligung von Olivier Louvel, Stéphane Guillaume und Linley Marthe ausprobiert. 2004 entstand sein drittes Album mit dem Namen Sobat' ek lamour. 2005 lud er Horacio Hernández, Dominique di Piazza und Jean-Marie Ecay auf die Insel ein, mit denen das Album Jazz Amwin entstand. Im März 2006 erschien das Album gleichzeitig mit einem weiteren Album mit dem Titel Ti pa ti pa nalé. Danyèl Waro ist darauf neben vielen lokalen Musikern zu hören. Zwischen 2006 und 2008 intensivierte Gerville seine Zusammenarbeit mit der Paris Jazz Big Band von Pierre Bertrand, Marc Berthoumieux und Nicolas Folmer. Er hatte auch die Gelegenheit, mit dem amerikanischen Bassisten Matthew Garrison aufzutreten. 2008 erschien sein sechstes Album mit dem Titel Fo kronm la vi, auf dem er Michel Alibo einbezog. 2010 trat er erstmals im Pariser Olympia auf, ebenso in China. 2011 erschien sein siebtes Album mit dem Titel 7ème Ciel (siebter Himmel); die Auskopplung Mon Abri (Mein Zuhause) mit Sänger Tom Frager war auch im Mutterland erfolgreich.
Auf Gervilles achtes Album mit dem Titel Ek out Lamour folgte 2017 Tropical Rain mit einer beeindruckenden Besetzung, zu der Lionel Loueke an der Gitarre, Michel Alibo am Bass sowie Giovanni Hidalgo und Emmanuel Félicité am Schlagzeug und Gastsolisten wie Randy Brecker, Hamilton de Holanda, Karim Ziad, Nguyên Lê oder Damien Schmidt gehörten; das Album fand auch international Beachtung. Sein zehntes Album trägt den Titel Mon maloya und entstand im Trio mit erneut Michel Alibo am Bass und Emmanuel Félicité am Schlagzeug sowie den Gästen Johan Sartaave, Eric Longsworth (Cello) und Olivier Araste (von Lindigo). Ein Unfall bei einer Autorallye 2022 führte nur zu kurzer Unterbrechung der Aktivitäten Gervilles.

## Diskographie
- Réunion Island, 1997.
- Jazz’Oya, 2000.
- Sobat’ ek lamour, 2004.
- Jazz Amwin, 2006.
- Ti pa ti pa nalé, 2006.
- Fo kronm la vi, 2008.
- 7e Ciel, 2011.
- Tropical Rain, 2017.
- Mon Maloya, 2020